# Elliott Pământeanul
Elliott Pământeanul (în engleză Elliott from Earth) este un serial de televiziune animat de comedie știintifico-fantastic creat de Guillaume Cassuto, Mic Graves și Tony Hull pentru Cartoon Network și produs de Cartoon Network Studios Europe. Desenul îl centrează pe un băiat uman pe nume Elliott, care se află trăind pe o navă spațială numită Centrium, plină de extratereștri din toate colțurile universului. În timp ce încearcă să afle cine i-a adus acolo și de ce, își fac o nouă casă pentru ei și întâlnesc noi prieteni. Seria a avut premiera în Statele Unite pe 29 martie 2021. În România, serialul a avut premieră pe 24 mai 2021 pe canalul Cartoon Network.

## Personaje
- Elliott este protagonistul titular al seriei. El este un băiat uman de pe Pământ care călătorește într-o navă spațială, întâlnind tot felul de extratereștri în spațiu. Cel mai bun prieten al său este Mo.
- Mo este un stegosaur care este unul dintre personajele principale din serie. Cel mai bun prieten al său este Elliott.
- Frankie este mama lui Elliott. Ea este un geolog care a petrecut ultimii ani studiind o stâncă ciudată pe care a descoperit-o pe Pământ. De asemenea, este transportată la Centrium împreună cu Elliott.

## Producție
Prezentarea desenului a fost luminată de Cartoon Network Studios Europe și producția a început în septembrie 2018, formată în principal din echipa de producție din Uimitoarea lume a lui Gumball din Cartoon Network. Primul sezon al emisiunii va consta în șaisprezece episoade de 11 minute.
La sfârșitul lunii octombrie 2019, creatorul original Guillaume Cassuto a părăsit seria.

## Episoade
| Premiera originală | Premiera în România | N/o | Titlu român              | Titlu englez              |  |
| ------------------ | ------------------- | --- | ------------------------ | ------------------------- |  |
|                    |                     |     |                          |                           |  |
| SEZONUL 1          |                     |     |                          |                           |  |
|                    |                     |     |                          |                           |  |
| 29.03.2021         | 24.05.2021          | 01  | Miercuri                 | Wednesday                 |  |
| 29.03.2021         | 24.05.2021          | 02  | Miercuri                 | Wednesday                 |  |
| 29.03.2021         | 24.05.2021          | 03  | Miercuri                 | Wednesday                 |  |
| 29.03.2021         | 24.05.2021          | 04  | Miercuri                 | Wednesday                 |  |
|                    |                     |     |                          |                           |  |
| 30.03.2021         | 25.05.2021          | 05  | Inducție idiosincratică  | Indiosyncratic Induction  |  |
|                    |                     |     |                          |                           |  |
| 30.03.2021         | 25.05.2021          | 06  | Haosul amintirii         | Memory Mayhem             |  |
|                    |                     |     |                          |                           |  |
| 31.03.2021         | 26.05.2021          | 07  | Dilemă de elaborare      | Developing Dilemma        |  |
|                    |                     |     |                          |                           |  |
| 31.03.2021         | 26.05.2021          | 08  | Inversare accidentală    | Inadvertent Inversion     |  |
|                    |                     |     |                          |                           |  |
| 01.04.2021         | 27.05.2021          | 09  | Amintire regurgitată     | Regurgitated Reminiscense |  |
|                    |                     |     |                          |                           |  |
| 01.04.2021         | 27.05.2021          | 10  | Lipire haotică           | Chaotic Clumping          |  |
|                    |                     |     |                          |                           |  |
| 02.04.2021         | 28.05.2021          | 11  | Paradox paralel          | Parallel Paradox          |  |
|                    |                     |     |                          |                           |  |
| 05.04.2021         | 28.05.2021          | 12  | Profeții problematice    | Problematic Prophecies    |  |
|                    |                     |     |                          |                           |  |
| 06.04.2021         | 31.05.2021          | 13  | Plictiseală temporală    | Temporal Tedium           |  |
|                    |                     |     |                          |                           |  |
| 07.04.2021         | 31.05.2021          | 14  | Încurcarea însoțitorului | Companion Confusion       |  |
|                    |                     |     |                          |                           |  |
| 08.04.2021         | 01.06.2021          | 15  | Megaloman melancolic     | Melancholic Megalomaniac  |  |
|                    |                     |     |                          |                           |  |
| 09.04.2021         | 01.06.2021          | 16  | Discurs final            | Diminishing Discourse     |  |
|                    |                     |     |                          |                           |  |